# Rolfe Photoplays

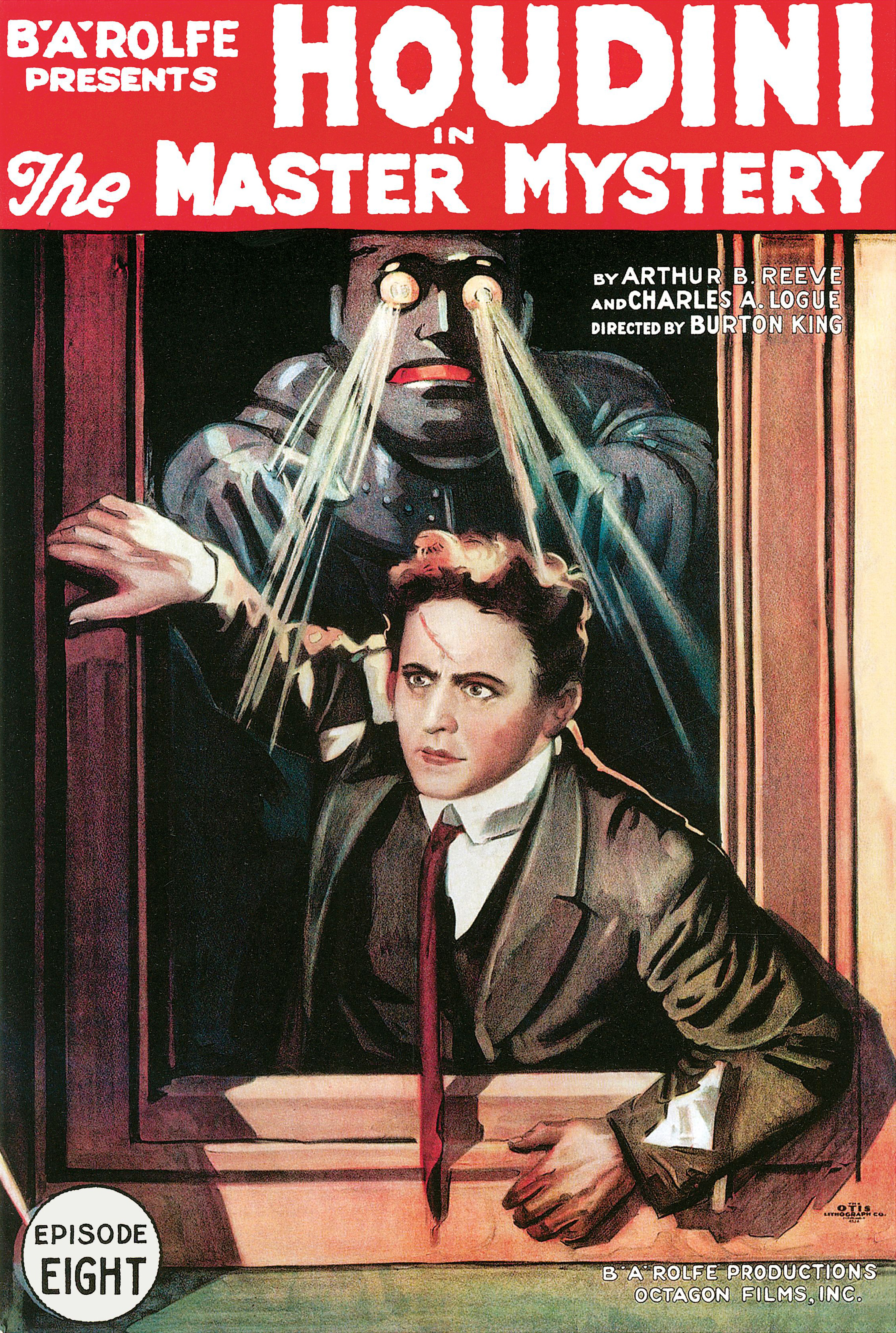
Cena do seriado de B.A. Rolfe, "Houdini Serial", 1919

Rolfe Photoplays Inc. foi uma Companhia Cinematográfica estadunidense fundada pelo profissional especializado em musicais B.A. Rolfe. Embora a empresa ficasse na Califórnia, suas produções foram filmadas principalmente na costa leste dos Estados Unidos, particularmente em Fort Lee, Nova Jersey. Seus filmes eram distribuídos, através de um acordo com Louis B. Mayer, pela Metro Pictures Corporation, antecessora da Metro-Goldwyn-Mayer.
Os estúdios onde foram feitas as filmagens da Rolfe Photoplays estavam instalados onde, anteriormente, eram os estúdios da Thanhouser Film Corporation, que cessara suas atividades em 1918, quando Edwin Thanhouser se aposentara e o estúdio fora alugado para Clara Kimball Young. Em 1919, o local foi vendido para Crawford Livingston e Wilbert Shallemberger e, no mesmo ano, passou a ser o local das filmagens da Rolfe Photoplays.
Entre 1915 e 1918, B.A. Rolfe produziu, através da Rolfe Photoplays Inc. to produce, 49 filmes mudos, muitos deles em colaboração com o diretor e roteirista Oscar A.C. Lund, incluindo o drama de 1916, "Dorian's Divorce", estrelado por Lionel Barrymore. Em conjunto, a "B.A. Rolfe Photoplayers Inc." e a
"B.A. Rolfe Productions" produziram mais três filmes, incluindo o seriado de mistério em 15 capítulos The Master Mystery, sua última produção, estrelado por Harry Houdini.
Em 1920, a Companhia Cinematográfica B.A. Rolfe cessou suas operações.